# Вежа Монпарнас
Вежа Монпарнас (фр. Tour Maine-Montparnasse) — хмарочос у Парижі, Франція. Висота 59-поверхового будинку становить 210 метрів.

## Історія
В 1934 році старий вокзал Монпарнас вже не справлявся з пасажиропотоком і було вирішено збудувати новий вокзал. За розробку проєкту нового вокзалу взявся Рауль Даутрі, проте він зіткнувся з сильною опозицією і проєкт був відкладений.
В 1956 році був розроблений новий генеральний план розвитку громадського транспорту міста. Державні компанії в цілях розвитку району Монпарнас створили Агентство експлуатації Мен-Монпарнас. Їх місія була в тому щоб реконструювати район Монпарнас, та знести старі будинки. Котрі займали площу 8 гектар.
В 1958 році розпочалися розробки проєкту вежі, проте вона була піддана критиці через її висоту, це призвело до затримки будівництва. Знову до проєкту повернулися наприкінці 1960-х років. За проєкт взялася група архітекторів на чолі з Жаном Саботом. За новим проєктом будівля вокзалу була перенесена на 100 метрів південніше, а залізнична колія була інтегрована в систему міського залізничного транспорту.
В 1968 році тодішній міністр культури Андре Мальро видав дозвіл на будівництво вежі Монпарнас на місці старого вокзалу. В цьому ж році розпочалися роботи на будівельному майданчику. 1973 року хмарочос було офіційно відкрито.
При будівництві було використано 420 000 м² щебеню. Фундамент вежі стоїть на 56 залізобетонних колонах, котрі йдуть під землю на 70 метрів. Будівництво фундаменту було обмежено підземною лінією метро, котра проходить під будинком.

## Критика
Його висоту і монолітний зовнішній вигляд часто критикували ще під час будівництва. Критики звинувачували архітекторів у знищенні атмосфери району Монпарнас. Вежа спаплюжила міський ландшафт Парижа і як наслідок через два роки після завершення будівництва в центрі міста було заборонено висотне будівництво.
За опитуванням відвідувачів сайту Virtualtourist, котре було проведено в 2008 році вежа Монпарнас була визнана другою найпотворнішою будівлею світу.